# Alberto Benini
Alberto Benini (Forlì, 19 gennaio 1946) è un ex calciatore italiano, di ruolo difensore.

## Carriera
Iniziò la carriera agonistica nel Forlì, sodalizio con cui partecipò al girone B della Serie C 1964-1965, ottenendo l'ultimo posto e retrocedendo in Serie D.
Nella stagione seguente passa alla Pistoiese, sempre in terza serie, con cui ottiene il dodicesimo posto del girone B.
Lascia l'annata seguente il sodalizio arancione per militare con il Prato. Con i lanieri milita tre stagioni, ottenendo come migliore risultato il secondo posto del girone B della Serie C 1967-1968.
La stagione 1969-1970 la disputa con la maglia della Lucchese, sempre in terza serie, ottenendo il settimo posto del girone B.
L'anno successivo passa al neo-retrocesso in serie C Genoa, sodalizio con cui vince il girone B, ottenendo la promozione in cadetteria. L'esordio in rossoblu avviene il 13 settembre 1970, nella vittoria casalinga per 1-0 contro l'Olbia. Con i genovesi milita le seguenti due stagioni in cadetteria, vincendo l'edizione del campionato cadetto 1972-1973.
Nella stagione 1973-1974 passa al Cesena, in Serie A. Con i romagnoli non giocherà mai in campionato, venendo ceduto nel novembre 1973 al Perugia, in Serie B.
Con gli umbri otterrà il quindicesimo posto finale, evitando la retrocessione in terza serie grazie alla miglior differenza reti del suo sodalizio rispetto alla Reggina.

## Palmarès

### Club

#### Competizioni nazionali
- Campionato italiano Serie C: 1

Genoa: 1970-1971
- Campionato italiano di Serie B: 1

Genoa: 1972-1973